# Borislav Romanovič Antilevskij
Bronislav Romanovič Antilevskij (rusky Бронислав Романович Антилевский) (1916 – 25. července 1946) byl sovětským vojenským letcem, Hrdinou Sovětského svazu.
Za účast v sovětsko-finské válce 1939—1940 byl 7. dubna 1940 vyznamenán titulem Hrdina Sovětského svazu a obdržel medaili zlaté hvězdy spolu s Leninovým řádem.
Za účast v ROA byl později zbaven hodnosti a vyznamenání, odsouzen k trestu smrti a popraven.